# Thomas Ball
Pour les articles homonymes, voir Ball.
Thomas Ball, né le 3 juin 1819 à Charlestown et mort le 11 décembre 1911 à Montclair, est un sculpteur américain.

## Sa vie
Il est né à Charlestown dans le Massachusetts, de Thomas Ball, et Elizabeth Wyer Hall. Son père meurt lorsqu'il a 13 ans. Après avoir fait de multiples emplois, il travaille 3 ans au Boston Museum. Son travail était de divertir les visiteurs en dessinant des portraits, en jouant du violon ou encore en chantant. Il devient ensuite apprenti du sculpteur de bois du musée : Abel Brown. Il apprend la peinture à l'huile en copiant les oeuvres dans le studio du superintendant.

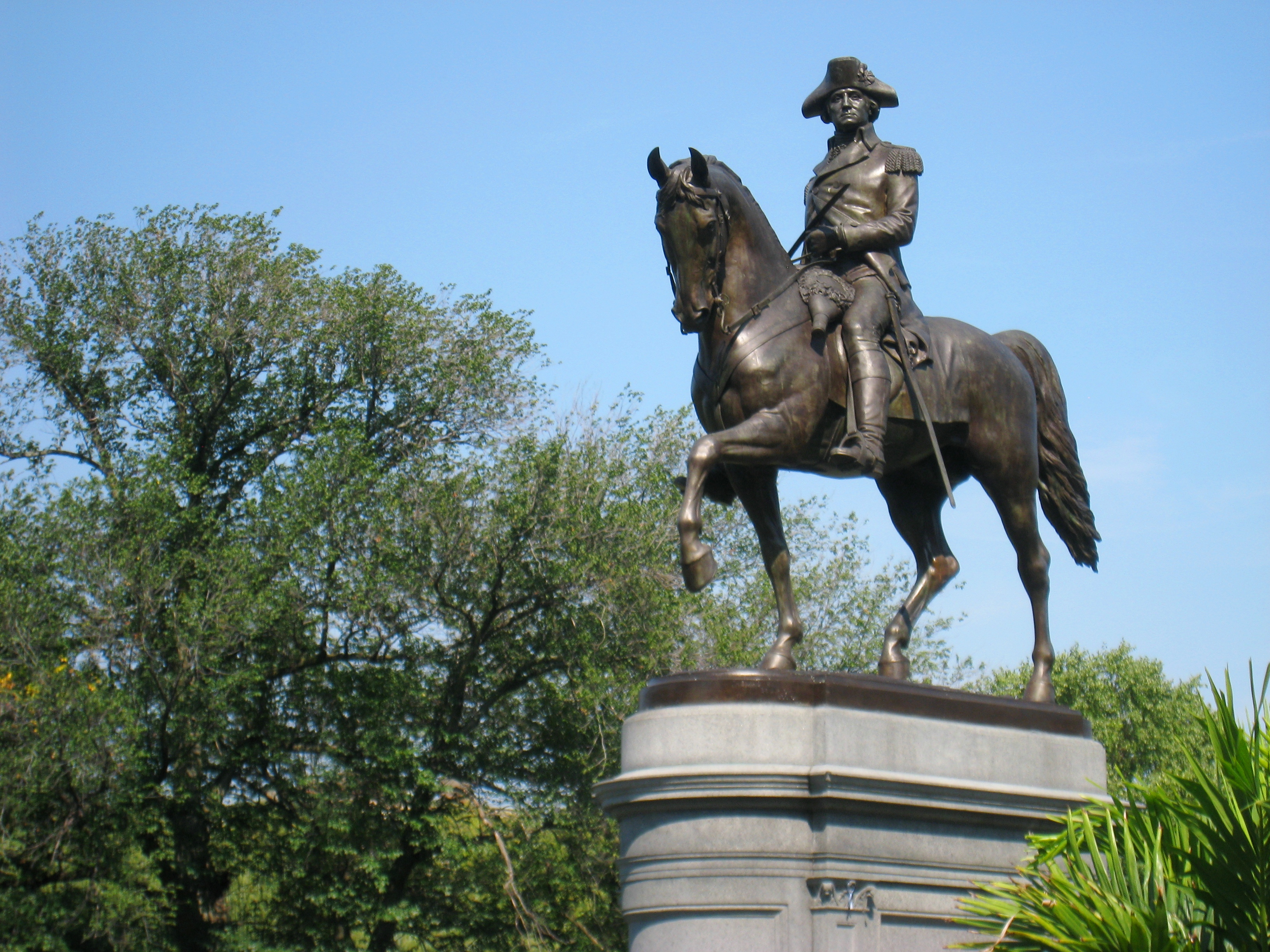
Statue de George Washington.

### Sculpteur
Son premier travail était un buste de Jenny Lind, qu’il a vue lors de sa tournée aux États-Unis en 1850. Des copies de son travail avec Lind et de son buste de Daniel Webster ont été largement vendues avant d’être copiées par d’autres. Son travail inclut de nombreux musiciens de débuts dans le cabinet. Sa première statue était une statue de Daniel Webster, haute de deux pieds, sur laquelle il travailla à partir de photographies et de gravures jusqu'à ce qu'il parvienne à le voir passer son atelier peu de temps avant sa mort.